# Николај Грундтвиг
Николај Фредерик Северин Грундтвиг (дан. Nikolai Frederik Severin Grundtvig; Удби, 8. септембар 1783 — Копенхаген, 2. септембар 1872) је био дански писац, песник, теолог, свештеник, учитељ, филозоф и политичар. Оснивач је хришћанског црквеног правац грундтвигијанизма. Н.Ф.С. Грундтвиг је једна од најутицајнијих личности у данској историји и његова филозофија је покренула нови облик национализма у Данској у другој половини 19. века.

## Живот и дело
Н.Ф.С. Грундтвиг је одгајан у веома религиозној атмосфери јер је његов отац био свештеник, иако је његова мајка поштовала старе нордијске легенде и традиције. Школовао се у традицији европског просветитељства, али је током даљег школовања био под утицајем романтизма и историјом нордијских земаља, а у својим последњим годинама школовања је био под утицајем рационализма. Дипломирао је теологију на Универзитету у Копенхагену.  Након дипломирања је радио на једном имању као учитељ. На почетку свог рада је проповедао поруку коју је више обележио рационализам него хришћанство, али је кроз сопствене проповеди Грундтвиг дубље размишљао о хришћанству и тако се приближио традиционалном хришћанству. Током овог периода се Грундтвиг још више заинтересовао за нордијску митологију и његова прва дела су била о митологији. Грундтвиг је такође тврдио да хришћанство и митологија не морају да буду у сукобу. Проучавао је Еде и исландске саге. Превео је Беовулф на дански језик, иако није био стручан познавалац англосаксонске књижевности и језика и био је највећи скандинавски писац химни. Написао је и превео више од 1500 химни и многе од њих су познате на норвешком, шведском, немачком и енглеском језику.Године 1808. Грундтвиг добија место наставника у Копенхагену, али је након неколико година његов отац у Удбију веома остарио и ослабио да није могао више да буде свештеник. Тада није постојала могућност одласка у пензију и Грундтвиг постаје капелан цркве у Удбију. Да би Грундтвиг могао да постане свештеник, морао је да одржи матурску проповед као проверу његових проповедничких способности. У својој првој проповеди 1810.године Грундтвиг изражава своје црквене ставове и то је увредило црквене власти, па је црква захтевала да Грундтвиг буде кажњен. Након очеве смрти 1813. године се Грундтвиг пријавио да наследи очеву позију, али је био одбијен због неповерења које је црква осећала према Грундтвигу због његове матурске проповеди. Грундтвиг се вратио у Копенхаген где се бави писањем и то је био веома продуктиван период у његовом стваралаштву. Писао је о историји, друштву и митологији.
Критиковао је дело теолога Хенрика Николаја Клаузена јер је увидео да Клаузен види хришћанство као филозофску идеју. Клаузен у свом делу такође тврди да Библију могу да тумаче само свештеници и теолози, а да је обичном народу Библија нејасна и тешка за разумевање. Грундтвиг је сматрао да је Библија отворена за тумачење и да је Библија репродукција правих речи које су људи записали. Тврдио је да се Божја реч не може доживети кроз Библију, већ кроз крштење, причешће и исповедање вере и да су речи крштења и речи причешћа Божје непромењене речи које је Исус изговорио пре више од 2000 година.
Грундтвиг је тврдио да је важно познавање данске и библијске историје и данској језика. Борио се против латинских школа и говорио да оне дају приоритет писаном знању, а не духовној мудрости коју је он сматрао важном.Тврдио је да су латинске школе похађали припадници виших слојева и да је то стварало поделу међу становништвом, као и да латинске школе уништавају дански језик који се у латинским школама није користио. Тврдио је да циљ школе истинско народно образовање на основу хришћанства и основао је народне школе или народне гимназије. Прва народна школа је основана у Данској 1844. године.
Грундтвиг добија место проповедника у Вартовској цркви у Копенхагену 1839. године, а 1861. године добија чин бискупа. У овом периоду се бавио политиком и био је део Уставотворне скупштине и данског парламента. Учестовао је у писању Устава и залагао се за слободу вероисповести.

## Грундтвигијанизам
Грундтвигијанизам је црквени правац и културни покрет који је настао у Данској у 19. веку заснован на идејама Н.Ф.С. Грундтвига. Поред слободоумног хришћанства, грундтвигијанизам се везује и са јачањем националног осећања и идентитета, пре свега у Данској, али и у Норвешкој. Правац је био од великог значаја за формиеање друштвених центара, факултета и самосталних школа.
Грундтвигијанизам је у потпуности развијен 1855. године и настао је из незадовољства према црквеним и локалним властима. Грундтвигијанизам се углавном односи на сеоско становништво. Присталице грундтвигијанизма су веровале да Библија није намењена само свештеницима и теолозима који је тумаче и да се Божја реч може доживети само кроз крштење, причешће и исповедање вере. Грундтвигијанизам слави живот и Грундтвиг није веровао у пакао. Тврдио је да увек постоји живот и да је смрт само прелаз из живота пре у живот после. Фразом „ Прво човек, онда хришћанин“, Грундтвиг је желео да људи схвате да им само хришћанство може дати најбоље и најдубље објашњење свега.

### Грундтвигијанизам у Норвешкој
У Норвешкој су се импулси грундтвигијанизма рано осетили. Грундтвигов поглед на историју инспирисао многе међу норвешком интелектуалном елитом, као и његова његова теологија која је инспирисала многе свештенике и црквене вође. Грундтвигијанизам у Норвешкој је довео до тога да учитељи у народним школама користе ниношк. У периоду од 1820. до 1850. године, присталице су углавном били свештеници, а око 1850. године народно образовање и политички либерализам добијају на све већем значају у Норвешкој.

### Утицај грундтвигијанизма
Утицај грундтвигијанизма је био велики и на верском плану је био одлучујући за разумевање данске цркве као цркве која почива на вери појединца и која признаје и слободу свештеника и слободу верника да бира цркву и свештеника на основу своје вере. У политичком смислу, грундтвигијанизам се показао одлучујућим за разумевање народне власти и њеног управљања кроз идеале слободе и слободоумља. Грундтвигијанизам је утицао и на модернизацију јавних школа. У периоду 1850–1890. године су црквене школе постале народне школе.